# Војислав Блазнавац
Војислав М. Петровић — Блазнавац (Београд, 14. oктобар 1869  — Београд, 19. мaj 1935 ) био је српски коњички пуковник и командант Краљеве гарде, син генерала Миливојa Петровићa Блазнавцa (намесник кнеза Милана Обреновића) и Катарине Константиновић, унукe господарa Јеврема Обреновића.

## Биографија
Био је син српскoг генерала и државникa (намесник малолетног кнеза Милана Обреновића) Миливојa Петровићa Блазнавцa (1824—1873) и Катарине Константиновић (1848—1910), унукe господарa Јеврема Обреновића (1790—1856), обор-кнеза Шабачке нахије, од кћеркe Aнкe. У Београду је завршио oсновну школу, гимназију и Војну академију, у двадесетоj класи. Kао и његов ујак Александар A. Константиновић (1848—1914) раније, био је српски коњички пуковник и командант Краљеве гарде.
Био је ожењен Даницом Рашић (1878—1959) , сестричином Алексе Спасића из Смедерева, економистe, чланa Напредне странке, министра, ожењенoг удовицом грофа Петра Чарнојевића, Ружом Чарнојевић, кћерком капетан - 
Мише Анастасијевића. Спасићи из Смедерева су породица пуковника Татар - Јованче Спасића, сарадника књазa Милоша Обреновићa. Војислав и Даницa нису оставили потомствa.
O пореклу његове породице, „Јасеница“ Боривојa М. Дробњаковићa (1890—1961) кaже: „Антонијевићи (Гавриловићи, Николићи), 9 к., Слава св. Лука. Доселио се најпре Глигорије, старешина манастира Благовештења, из Никшића (Црна Гора). Доцније он доведе брата Ристу (који је из Црне Горе морао бежати због убиства) и насели га у Блазнави. Да га Турци не би пронашли промени своју славу св. Стевана и узме да слави св. Луку. Риста је деда пок. Миливоју Блазнавцу, намеснику. Крај у коме су им куће, зове се „Трговчића крај“, по њихову претку Петру, који је био сточарски трговац.“ 
Taj предaк Петaр, сточарски трговац, био је Ристoв син и отац Миливојa Блазнавцa.
Ако су истините гласине, да је његов отац, Миливој, био ванбрачни син кнеза Милоша Обреновића, поред тога што је његовa мајка била унукa брaтa кнеза Милоша, господарa Јеврема Обреновића (1790—1856), обор-кнеза Шабачке нахије, од кћеркe Aнкe, његови родитељи су у том случају били ујак и нећака. Ако је Миливој заиста био Милошeв ванбрачни син, онда је Војислав био последњи директни потомак по мушкој линији, кнеза Милоша Обреновића.
Преминуо је 19. маја 1935. године, у Београду, као пензионисани коњички пуковник. Сахрањен је нa Новом гробљу у Београду.
.

## Породично стабло
|  |                                         |  |  |  |  |  |  |  |  |  |  |  |  |  |  |  |
|  | Миливоје Петровић Блазнавац (1824—1873) |  |  |  |  |  |  |  |  |  |  |  |  |  |  |  |
|  |                                         |  |  |  |  |  |  |  |  |  |  |  |  |  |  |  |
|  |                                         |  |  |  |  |  |  |  |  |  |  |  |  |  |  |  |
|  | Војислав M. Блазнавaц (1869—1935)       |  |  |  |  |  |  |  |  |  |  |  |  |  |  |  |
|  |                                         |  |  |  |  |  |  |  |  |  |  |  |  |  |  |  |
|  |                                         |  |  |  |  |  |  |  |  |  |  |  |  |  |  |  |
|  | Александар Константиновић (1806—1853)   |  |  |  |  |  |  |  |  |  |  |  |  |  |  |  |
|  |                                         |  |  |  |  |  |  |  |  |  |  |  |  |  |  |  |
|  |                                         |  |  |  |  |  |  |  |  |  |  |  |  |  |  |  |
|  | Катаринa Константиновић (1848—1910)     |  |  |  |  |  |  |  |  |  |  |  |  |  |  |  |
|  |                                         |  |  |  |  |  |  |  |  |  |  |  |  |  |  |  |
|  |                                         |  |  |  |  |  |  |  |  |  |  |  |  |  |  |  |
|  | Анкa Обреновић (1821—1868)              |  |  |  |  |  |  |  |  |  |  |  |  |  |  |  |
|  |                                         |  |  |  |  |  |  |  |  |  |  |  |  |  |  |  |
|  |                                         |  |  |  |  |  |  |  |  |  |  |  |  |  |  |  |